# Lingue gbe

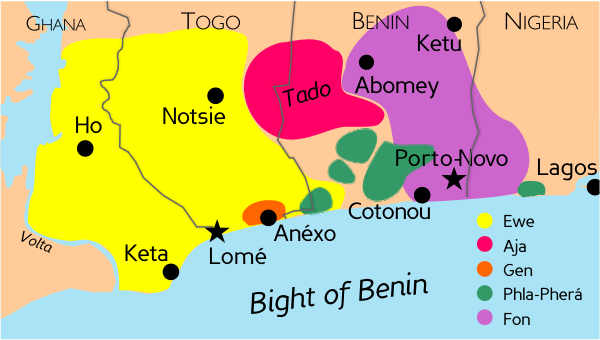
Ripartizione delle principali lingue gbe (da Capo 1988, 1991).

Le lingue gbe formano un gruppo di una ventina di lingue apparentate, che vengono parlate nella zona situata tra il Ghana orientale e l'ovest della Nigeria. Il numero totale di locutori delle varie lingue gbe è stimato tra i quattro e gli otto milioni. 

## Storia
La maggior parte dei popoli Gbe attuali sono venuti dall'Est; diverse migrazioni si sono succedute tra il X ed il XV secolo. Verso la fine del XVIII secolo, molti locutori gbe sono stati ridotti in schiavitù e portati nel Nuovo Mondo, ciò ha fatto sì che le lingue gbe abbiano giocato un ruolo fondamentale nella creazione di molte lingue creole delle Antille.
Verso il 1840, alcuni missionari tedeschi scoprirono la ricchezza linguistica delle lingue gbe e cominciarono a studiarle. Nella prima metà del XX secolo, l'africanista Diedrich Hermann Westermann fu uno dei maggiori contributori di questi studi. La classificazione interna delle lingue gbe venne pubblicata nel 1988 da H.B. Capo, seguita da una fonologia comparativa nel 1991.
Le lingue gbe sono tonali e isolanti, la sintassi delle frasi segue l'ordine SVO (Soggetto-Verbo-Oggetto)

## Classificazione
Le lingue gbe formano un continuum linguistico.
Capo (1988) le ha raggruppate in 5 gruppi maggiori :
- Lingua ewe;
- Lingua gen o gen-gbe ;
- Lingua aja o aja-gbe;
- Lingua fon o fon-gbe;
- Lingue phla-phera

Kluge (2007) invece le raggruppò in 3 gruppi principali :
- gbe occidentali : ewe, gen, gbe nord-occidentale ;
- gbe central : Lingua aja;
- gbe oriental : Lingua fon, Lingue phla-phera

## Ripartizione geografica
La regione dove sono parlate le lingue gbe è delimitata rispettivamente, ad ovest dal fiume Volta in Ghana e ad est dal fiume Weme in Nigeria. Il limite settentrionale è posto tra i 6 e gli 8 gradi di latitudine nord e la frontiera meridionale è data dall'Atlantico. La regione è popolata anche da altri popoli parlanti lingue Kwa, ad eccezione dell'est e del nord-est, dove si parla lo yoruba.

## Lingue
La stima sul numero totale di locutori delle lingue gbe variano considerevolmente. Capo (1988) da una stima modesta di quattro milioni, mentre Ethnologue.com, edizione del, 2009, riporta sette milioni.
Nel Benin, l'Aja (740 000 locutori) ed il Fon sono due delle sei lingue nazionali .